# Куликов, Николай Иванович (писатель)
Никола́й Ива́нович Кулико́в (1812—1891) — русский актёр и драматический писатель

.

## Биография
Родился 1 (13) марта 1812 года в Москве, брат актрис П. И. Орловой и А. И. Шуберт.
Образование получил в Московском театральном училище, которое окончил в 1832 году. С 1830 года был определён в театральный оркестр виолончелистом, впоследствии переведён в труппу Малого театра артистом 3-го разряда. 
В 1837 году перешёл в Александринский театр на амплуа «первого любовника»; в 1838 году был утверждён в должности режиссёра театра, но оставался им недолго. В 1852 году вышел в отставку и занялся литературным трудом.
Умер в Санкт-Петербурге 15 (27) апреля 1891 года. Похоронен на кладбище Новодевичьего монастыря.

## Избранная библиография
Перевёл и переделал (частью под псевдонимом Н. Крестовского) свыше пятидесяти пьес. Многие пробыли в репертуаре продолжительное время, например: «Осенний вечер в деревне» (1859); «Цыгане» (1861); «Скандал в благородном семействе»; «Ворона в павлиньих перьях» (1860), «Средство выгонять волокит» (1874); «Русские романсы в лицах»; «Без собаки быть бы драке» (1876) и др.
- «Прогулки калифа». Опера-водевиль в 1 д.; совместно с П. М. Щепиным (ещё будучи воспитанниками школы московского театра)
- «Царство женщин, или Свет наизнанку» (Le royaume des femmes, ou Le monde a l’envers). Водевиль в 2 д. Ш. Денуайе, братьев И. и Т. Коньяр. Пер. с фр. совместно с Девятым
- «Отец и сын, или Первая страсть молодого человека». Ком.-водевиль в 3 д. Пер. с фр.; совместно с Девятым
- «Желтые перчатки» (Les gants jaunes). Водевиль в 1 д. Ж. Баяра. Пер. с фр.; совместно с Девятым
- «Женщина-стряпчий, или Средство прекращать тяжбу» (La separation). Ком.-водевиль в 1 д. Мельвиля (А.-О.-Ж. Дюверье) и П.-Ф.-А. Кармуша. Перед. с фр.; совместно с Девятым
- «Бабушка и внучка, или Волшебный напиток Калиостро» (La fiole de Cagliostro). Ком.-водевиль в 1 д. О. Анисе-Буржуа, Ф. Дюмануара и Э. Бризбарра. Перед. с фр.
- «Влюбленный рекрут, или Поддельная Швейцария» (La Suisse a Trianon). Ком.-водевиль в 1 д. Ж.-А. Сен-Жоржа и А. Левена. Пер. с фр.
- «Суд публики, или Восстание в театральной библиотеке». Фантастический вод. в 2 отд.
- «Представление французского водевиля в русской провинции». Шутка-вод. в 1 д.
- «Мертвые души». Сцены из поэмы Н. В. Гоголя, переделка для сцены
- «Арестант на бале» (Сasanova au Fort St. Andre). Ком.-вод. в 3 д. . Деверже (Desvergers, наст. Имя Арман Шапо // Armand Chapeau), Э. Араго и Ш. Варена (Charles Varin). Пер. с фр.
- «Несколько лет вперед, или Железная дорога между С.-Петербургом и Москвою» Вод. в 3 отд.
- «Заколдованный принц, или Переселение душ» (Der verwunchene Prinz). Ком.-вод. В 3 д. Переделка буквального перевода с нем.
- «Бал-маскарад для детей от 16 лет до трех месяцев» (Le bal d’enfants). Вод. в 1 д. Ф. Дюмануара и А.-Ф. Деннери. Перед. с фр.; совместно с П. С. Федоровым и П. И. Григорьевым
- «Нашествие иноплеменных, или Уездный наезд». Ком. в 3 д.; совместно с К. Д. Яфимовичем
- «Дамы и гусары» (Damy i huzary). Ком. в 2 д. А. Фредро. Переделано с польск.; совместно с Н. Акселем
- «Цыганка». Вод. в 1 д.
- «Водевиль с переодеванием». Вод. в 1 д.
- «Ревнивый муж и храбрый любовник» (Un tigre de Bengal). Шутка-вод. в 1 д. Э. Бризбарра и М. Мишеля (Marc Antoine Amédée Michel, dit Marc-Michel). Пер. с фр.; под псевдонимом Н. Сабурова
- «Дурочка». Драма в 1 д. с пением; совместно с Н. И. Филимоновым
- «Бедовая вдовушка». Комедия-водевиль в 1 д. Подражание фр. вод. Э. Делиньи «Une fille terrible».
- «Наполеоновский генерал, или Муж двух жен» (Маrianne). Драма в 5 д. с прологом О. Анисе-Буржуа и М. Массона. Пер. с фр.; совместно с Солиным
- «Железная дорога между С.-Петербургом и Москвой». Вод. в 1 д.
- «Казачка, или Возвращение из похода». Оперетта в 1 д. Текст под псевдонимом Н. Крестовский. Музыка В. М. Кажинского.
- «Шалуны, или Еще бедовая девушка». Шутка-вод. в 1 д.; под псевдонимом Н. Круглополев
- «Я съел моего друга» (J’ai mangé mon ami). Вод. в 1 д. Ксавье (Ж. Сентина), Ш. Варена (Charles Varin) и Л. Буайе (Louis-Hyacinthe Bouilhet). Пер. с фр.; под псевдонимом Н. Сабуров
- «Дитя тайны» (Phenomene, ou L’enfant du mystere). Фарс-вод. в 1 д. Ш. Варена (Charles Varin) и Ш.-А.-Э. Бьевиля. Пер. с фр.; под псевдонимом Н. Сабуров
- «Тарас Бульба». Драма в 3 д. Переделка для сцены повести Н. В. Гоголя; совместно с (К. Д. Яфимовичем;
- «Которая из двух?». Ком. в 1 д. в стихах
- «Грузинки, или Женский бунт». Комич. опера в 3 д. Ж. Оффенбаха. Либретто Ж. Муано, пер.
- «Арестант на бале» (Сasanova au Fort St. Andre). Ком.-вод. в 3 д. . Деверже (Desvergers, наст. Имя Арман Шапо // Armand Chapeau), Э. Араго и Ш. Варена (Charles Varin). Пер. с фр.
- «Русские песни в лицах». Оперетта в 1 д.
- «Странный заклад». Ком. в 1 д. в стихах. Переделка на русский лад
- «Лавочник-акционер, или Как пришло, так и ушло». Оперетта в 3 д. и 6 отд. Либретто перед. Н. И. Куликовым из пьесы А. Лангера.
- «Средство исправлять вспыльчивых жен». Ком. в 1 д. с куплетами. Переделка на русский лад
- «Актер Яковлев». Драма в 4 д., 6 к. с прологом
- «Дипломатия жены, или Рецепт для исправления мужей» (La diplomatie du menage).Ком.-вод. в 1 д. К. Бертон. Перед. с фр.; под псевдонимом Н. Крестовский
- «Ворона в павлиньих перьях». Вод. в 3 д.; под псевдонимом Н. Крестовский
- «Муж пляшет, любовник чулок вяжет» (Une rage de souvenir). Ком.-вод. в 1 д. Э. Моро. Пер. с фр.
- «Станционный смотритель». Драма в 3 д., перед. из повести А. С. Пушкина
- «Средство выгонять волокит». Ком.- вод. в 1 д. Подражание фр. вод. Т. Баррьера и Лорена «Quand on veut tuer son chien»; под псевдонимом Н. Крестовского
- «Бумагомания, или Страсть к тяжбам». Шутка-вод. в 1 д.; под псевдонимом Н. Крестовского
- «Интересный вдовец, или Ночное свидание с иллюминацией». Вод. в 1 д.
- «Причудница, или Жена и нянька». Ком. в 1 д.; совместно с И. Анцем.
- «Русский мужичок и французские мародеры». Эпизод войны 1812 года. Комич. опера в 3 д.
- «Смесь языков французского с чухонским» (L’italien et le bas-breton). Вод. в 1 д. Пер. с фр.
- «Весною» (Au printemps). Фантазия в 1 д. Перед. с фр. в стихах
- «Минутное заблуждение» (Gabrielle). Ком. в 4 д. Э. Ожье. Перевод
- «Свадьба на скорую руку». Ком.-вод. в 1 д.
- «Бездна удовольствий, или Путешествие в Лондон по суше, по воде и по воздуху». Шуточн. Соврем. вод. в 4 д., 9 к. Л. Клервиля и Ж. Кордьера. Перед.
- «Сумасшедшая актриса, или Жених и хлороформ». Вод. в 1 д.; под псевдонимом Крестовского
- «Пятачок». Шутка-вод. в 1 д. Подраж. фр. «Histoire d’un sou».
- «Бойкая барыня». Полковые сцены в 2 д. С. И. Турбина; «Что такое любовь?». Оперетта в 1 д. Л. Клервиля, Ламбера и А. Делакура. Пер.
- «Зеленая шаль» (La cachemire verte). Ком. в 1 д. А. Дюма-отца и Э. Ню. Пер.: под псевдонимом Н. Сабурова
- «Ненависть жены». Ком. в 1 д. Э. Жирарден. Пер. с фр.
- «Осенний вечер в деревне». Вод. в 1 д.
- «Польза заграничного лечения». Ком.-вод. в 1 д. Сюжет заимств.
- «Праздник жатвы». Ком. в 2 д. с пением и танцами И. Корженевского. Пер.
- «Женщины-арестанты». Шутка-вод. в 1 д. Пер. с фр.
- «Урок мужьям». Ком.- вод. в 1 д.; под псевдонимом Н. Крестовского
- «Семейные расчеты». Драма в 4 д.; совместно с Н. Н. Куликовым
- «Домино-лото». Вод. в 2 д.
- «Шалуны» (Flotte Boursche); комич. оперетта в 1 д. Ф. Зуппе. Либретто пер. с нем.
- «Глухой». Комич. опера в 3 д. А. Адана. Пер. либретто с фр.
- «Нюрнбергская кукла». Комич. опера в 1 д. А. Адана. Либретто А. Левена и А. Боплана. Пер.
- «Скандал в благородном семействе». Ком.-фарс в 3 д. Сюжет заимств.из комедии «Der liebe Onkel».
- «Картонная голова». Шутка-вод. в 1 д. Перед. с фр.
- «Тюрьма». (новое действие к оперетте «Перикола» Ж. Оффенбаха). Либретто А. Мельяка и Л. Галеви. Пер.
- «Без собаки быть бы драке» (Ici, Medor). Шутка-вод. в 1 д. Перед. с фр.
- «Беда с любовными письмами». Ком. в 1 д. Сюжет заимств
- «Карл Смелый». Ком. в 1 д. Сюжет заимств.
- «Самозванцы». Ком. в 3 д.; совместно с А. П. Шталем. Сюжет заимств.;
- «Бракоразводный процесс». Ком. в 3 д. Пер.
- «Цыганские песни в лицах». Оперетта в 2 д. В. А. Михалека. Текст либретто

## Семья
В 1843 году женился на актрисе В. А. Сабуровой; имел пятерых детей, в их числе сына — Hиколая (1844—1898) и дочь Варвару (1846—1894).